# NGC 605
NGC 605 је лентикуларна галаксија у сазвежђу Андромеда која се налази на NGC листи објеката дубоког неба.
Деклинација објекта је + 41° 14' 52" а ректасцензија 1h 35m 2,3s. Привидна величина (магнитуда) објекта NGC 605 износи 13,0 а фотографска магнитуда 14,0. NGC 605 је још познат и под ознакама UGC 1128, MCG 7-4-4, CGCG 537-14, PGC 5891.